# Weitmühl

Wappen der Weitmühl

Die Weitmühl (auch Krabitz von Weitmühl tschechisch z Veitmíle, auch Krabicové z Veitmile) waren ein böhmisches Uradelsgeschlecht. Ihr Stammhaus war Veitmile bei Staré Smrkovice (Smrkowitz) im Bidschower Kreis.

## Geschichte
Pešek genannt Krabitz, mit dem die Familie nachweisbar wird, wurde 1319 von König Johann von Luxemburg mit der Burg Schreckenstein belehnt. Sein gleichnamiger Sohn Pešek der Jüngere, 1349 Landrichter und königlicher Jägermeister im Trautenauer Kreis, war der Vater des Vladiken Wilhelm Krabitz auf der Veste Weitmühl. Dieser war mit Przibyslawa von Martinic verheiratet und starb nach 1356. Dessen Söhne Johann/Jan und Beneš sind die Stifter der Linie der Weitmühl in Böhmen sowie der Linie der Weitmühl in Mähren. Dieser entstammte ein um 1500 erloschener Zweig im Elsass sowie die um die Mitte des 18. Jahrhunderts erloschene Linie im Ritterstande sowie das freiherrliche Haus. Dieses hatte nach der ältesten Herrenstandsordnung vom Jahr 1501 den 30. Rang inne und erlosch im Jahr 1600 mit Sebastian Laurenz Freiherr von Weitmühl.
Im Jahre 1475 wurde Beneš Krabitz von Weitmühl Reichsfreiherr; die böhmische Bestätigung des Freiherrenstandes erfolgte ebenfalls 1475, anschließend die Aufnahme in den Böhmischen Herrenstand. Beneš Krabitz war Burggraf auf Karlstein und Oberstmünzmeister im Königreich Böhmen. Er war mit Bonussa (Benigna) Tochter des Jan Calta z Kamenné hory (Johann Ritter Czalta), auf Komotau verheiratet und starb am 28. August 1496.
Die Böhmische Ritterstandsbestätigung mit Wappenbesserung erfolgte in Prag am 3. April 1628 sowie böhmischer Ritter in Wien am 14. August 1631 für Ignaz Ladislaus Weytmiller von Weytmille bzw. Weytmühlen, Hauptmann auf Teltsch aus der im Ritterstande erloschenen Linie.

## Wappen
In Rot ein silberner mit einem waagrecht gestellten schwarzen Mühleisen belegter Mühlstein; auf dem gekrönten Helm mit rot-silbernen Decken der Mühlstein vor einem natürlichen Pfauenstoß.

## Persönlichkeiten
- Benesch von Weitmühl († 1375), Historiker und Domherr in Prag
- Sebastian von Weitmühl († 1549), böhmischer Feldhauptmann und Bergbauunternehmer